# Borisoglebsky (huyện của tỉnh Yaroslavl)
Huyện Borisoglebsky (tiếng Nga: ? райо́н) là một huyện hành chính tự quản (raion), của Tỉnh Yaroslavl, Nga. Huyện có diện tích 1753 km². Trung tâm của huyện đóng ở Borisoglebsk.